# Kanton Bayeux
Kanton Bayeux (fr. Canton de Bayeux) je francouzský kanton v departementu Calvados v regionu Normandie. Od roku 2015 se skládá ze 34 obcí, do té doby byl tvořen 16 obcemi.

## Obce kantonu
- Agy
- Arganchy
- Barbeville
- Bayeux
- Campigny
- Chouain
- Commes
- Condé-sur-Seulles
- Cottun
- Cussy
- Ellon
- Esquay-sur-Seulles
- Guéron
- Juaye-Mondaye
- Longues-sur-Mer
- Magny-en-Bessin
- Le Manoir
- Manvieux
- Monceaux-en-Bessin
- Nonant
- Port-en-Bessin-Huppain
- Ranchy
- Ryes
- Saint-Loup-Hors
- Saint-Martin-des-Entrées
- Saint-Vigor-le-Grand
- Sommervieu
- Subles
- Sully
- Tracy-sur-Mer
- Vaucelles
- Vaux-sur-Aure
- Vaux-sur-Seulles
- Vienne-en-Bessin

## Obce kantonu (do roku 2015)
- Agy
- Arganchy
- Barbeville
- Bayeux
- Cottun
- Cussy
- Guéron
- Monceaux-en-Bessin
- Nonant
- Ranchy
- Saint-Loup-Hors
- Saint-Martin-des-Entrées
- Saint-Vigor-le-Grand
- Subles
- Sully
- Vaucelles